# Yma Sumac
Yma Sumac, nome artístico de Zoila Emperatriz Chavarri Castillo (Cajamarca, 13 de setembro de 1922 — Los Angeles, 1º de novembro de 2008), foi uma cantora lírica peruana com voz de soprano coloratura.
Nos anos 1950 era uma das artistas mais famosas da música exótica. Teve sucesso internacional baseado no seu enorme alcance vocal que abrangia notas de baixo-barítono a soprano ultra leggero, chegando em seu auge, a 5 oitavas de acordo com o Guiness, numa época onde o alcance de um cantor de ópera variava entre 2,5 e 3 oitavas. Morreu com as cordas vocais intactas, trabalhando com sua voz por 55 anos. Seus cabelos negros e roupas extravagantes fizeram dela uma figura popular entre plateias americanas, uma fantasia musical em cores.

## Biografia
Nascida em 13 de setembro de 1922, em Cajamarca, Peru, adaptou o nome Yma Sumac na América do Sul, antes de ir aos Estados Unidos. Tal nome foi baseado em uma conhecida frase de quechua, idioma de um grande grupo indígena do Peru, que significava algo entre "linda flor" e "linda garota". Ela orgulhosamente dizia descender dos Incas, povo pré-colombiano famoso do Peru.
A primeira aparição de Yma Sumac no rádio foi em 1942, que no mesmo ano, se casou com o maestro Moises Vivanco. Yma gravou no mínimo 23 canções da música folclórica peruana na Argentina em 1943. Essas gravações foram muito bem recebidas pela Odeon (gravadora que gravou suas primeiras canções) e teve a participação do grupo de Moisés Vivanco, Compañía Peruana de Arte, composto por 46 dançarinos, cantores e músicos de origem indígena. Em 1946, Yma e Vivanco se mudaram para a cidade de Nova Iorque, onde atuaram como o Inca Taky Trio, onde Yma cantava como soprano, Cholita Rivero (prima) como contralto e dançarina e Vivanco no violão. Em 1954, aparece cantando e atuado em O Segredo dos Incas.

## Capacidade vocal
O que mais chamou a atenção na voz de Yma Sumac foi a notável extensão de sua voz, que ia de notas de soprano coloratura (por exemplo o papel da “Rainha da noite” em “A flauta mágica” de Mozart) até notas típicas de barítono (o papel de “Papageno” na mesma ópera). Sua capacidade vocal era surpreendente no registro superagudo, por exemplo, havia uma resistência incrível. Enquanto em uma ária como “Der Hölle Rache” da Flauta mágica de Mozart a cantora deve cantar apenas quatro notas fá superagudos (Fá6), em canções do álbum “Legend Of The Sun Virgin” (Zana por exemplo), do início da década de 1950, ela canta esta nota dezenas e repetidas vezes, com intercalações com notas absurdamente graves. em 1954, o compositor clássico Virgil Thomson descreveu a voz de Sumac como "muito baixa e quente, muito alta e semelhante a um pássaro", observando que seu alcance "é muito próximo a cinco oitavas, mas não é de modo algum desumano ou estranho no som". Era classificada, oficialmente, como um soprano coloratura. Na cação Chuncho Yma emite um Lá#2. Durante o recital na Marina Room no Edgewater Hotel em Chicago, em 21 de janeiro de 1953, na apresentação de Chuncho Yma subiu até o Láb7, essa versão ao vivo encontra-se no CD intitulado "The Voice", com gravações inéditas que faziam parte de uma coleção privada deixada por Yma Sumac. Dessa forma seu alcance demonstrado ao vivo ia do Lá#2 ao Láb7, porém de acordo com o Guiness, Yma cantava do Lá#2 ao Si7.

### Registros vocais

#### Registro grave
Era forte, quente e baixo, soava como o de tenor. Na canção Chuncho Yma emite um Lá#2.

#### Registro médio
Era muito quente, oras escuro, oras claro, com notas e cor de um mezzo-soprano.

#### Registro agudo
Um dos principais registros vocais com que Yma Sumac cantava. Era muito fácil e potente, que possuía na maior parte de seu repertório. Suas muitas colorações a permitiam cantar desde um barítono até o raro soprano coloratura, sem perder o virtuosismo.

#### Registro sobreagudo
Era muito fácil, leve e descrito, por muitos críticos, como uma voz muito alta e soava como o canto dos pássaros. Durante o recital na Marina Room no Edgewater Hotel em Chicago, em 21 de janeiro de 1953, na apresentação de Chuncho Yma subiu até o Láb7, essa versão ao vivo encontra-se no CD intitulado "The Voice", com gravações inéditas que faziam parte de uma coleção privada deixada por Yma Sumac. Sua maior façanha foi a manutenção de duas notas em um tempo notável (Dó7 e Dó#7), na canção "Chuncho", denominado de "Tripla coloratura", pois ao executar a técnica de coloratura o som foi produzido em grande velocidade, que Yma parecia estar cantando com duas vozes.

## Cantora de ópera
Talvez este seja o ponto mais especulado, verdadeiramente Yma tinha potencial para música operática e chegou a cantar árias, a própria confirma isso, além de ser elogiada por muitos cantores de ópera. Suas habilidades com voz desfocaram vários críticos musicais. Yma revela sua habilidade em uma entrevista:
"Eu cantei "O Mio Babbino Caro " e uma muito bonita, originalmente não escrita para voz," Claire de Lune ". Outra peça muito, muito difícil, também não escrita para voz, "A Flauta Mágica". Que eu cantava na Itália, quando um crítico me deixou com raiva".
"Bem, na década de 1950, fui para a Itália e um crítico muito importante me disse: "Madame Sumac, com todo o respeito, saiba que aqui na Itália temos os maiores cantores do mundo. Então, não espere o mesmo tipo de comentários que você recebeu em qualquer outro lugar no mundo". Eu levantei uma sobrancelha, mas não disse nada. Naquela noite, eu fiz 'A Flauta Mágica' e minha voz era a flauta! Eu tive uma ovação de pé por mais de 20 minutos! Depois disso, o crítico não veio ao meu camarim para visitar... eu deixei! (risos). Naquela mesma noite, uma cantora de nome muito grande veio até mim e disse: "Senhorita Sumac... Por favor, fique com seu próprio repertório! Quando você canta árias de ópera do jeito que você fez esta noite, não podemos competir com você! Nós supostamente somos as melhores, você sabe!".
Talvez os críticos da época poderiam definir melhor a voz de Sumac:
Glenn Dillard Gunn, crítico de música do Times Herald de Washington DC, escreveu sobre Yma Sumac: "Não há nenhuma voz como esta no mundo da música hoje. Tem uma maior voz feminina qualquer concerto ou escala de ópera. Sobe no som estratosférico, ou sonda as profundezas de tom sub-contralto com a mesma facilidade. Tais vozes acontecem apenas uma vez em uma geração".
Virgil Thomson, crítico norte-americano de música para o Herald Tribune de Nova York, disse em 1954: "Sua voz é, sem dúvida, bonita e sua técnica vocal é impecável. Canta em notas muito graves e quentes, e muito altas, como o canto dos pássaros, e meios-tons não são menos encantador do que as extremidades de seu registro. Nenhuma das notas emitidas era desagradável ou melodia. Sem dúvida, seus atributos naturais são tão grandes e tão fortes. O único arrependimento é que não tenha dedicado o grande repertório da música ao seu lugar, que é nas grandes casas de ópera".

## Críticas e comentários
- Em Buenos Aires (1943) "La Prensa", disse: "A maior revelação do nosso tempo."
- Em 1944, no Rio de Janeiro, o jornal "O Globo", comentou: "Yma Sumac sensibilidade artística domina todo o Brasil com sua voz mágica e divina os problemas do nosso mundo moderno são esquecidos através do magnetismo deste dom fabuloso, que nos vem descendente direto de Atahualpa, o último rei Inca".[4]
- Los Angeles Times, New York (11 de Março, 1951): "Yma Sumac, cantora peruana maravilhosa, introduz um tipo de hipnose, quando ela canta.[4]"
- James Poling Collier (14 de abril, 1951): " A besta peruana, Yma Sumac, mantém o público congelado com uma fabulosa variedade de quatro oitavas[4]".
- Jarmila Novotná, soprano do Metropolitan Opera grande, ligue para a voz de Yma Sumac "A coisa mais emocionante que eu já ouvi.[4]"
- Max Rudolf, secretário- musical da Companhia Metropolitan Opera de Nova York diz: "Houve vozes de quatro oitavas na ópera, em raras ocasiões, acrescentando que cada cantor tem sido limitada a uma única faixa em que eles se sentem mais confortáveis . Yma sente igualmente confortável em qualquer de suas quatro vozes.[4]"
- Dr. Hollace E. Arment, chefe do departamento de música da Universidade de Auburn, lançou a teoria de que a voz de Yma pode ser um retrocesso a uma era mais primitiva. Antes da nossa atual escala musical escrito vir à existência, sobre o século XX, as vozes do mais alto posto de hoje do comum foram tomadas para concedido. Dr. Arment também achar que detetou semelhanças entre a música de Yma e música primitiva menonita, babilônica e balinesa. Isto tem intrigado tanto sugeriu que a voz de Yma pode ser uma "dica para o passado".[4]
- Manuel de Falla, grande compositor espanhol, alerta que Yma deve cantar em sua voz natural e evitar professores.[4]
- Arthur Fiedler, regente da Orquestra Pop famoso Boston ficou chocado ao ouvi-la e enviar sua irmã, Elsa Fiedler, para que você possa aprender a ler música e falar na linguagem dos músicos e profissionais. Ele não queria não mexer com a sua voz.[4]
- Glenn Dillard Gunn, crítico de música do Times- Herald, em Washington DC, escreveu sobre Yma Sumac: "Não há nenhuma voz como esta no mundo da música hoje. Tem uma maior voz feminina qualquer concerto ou escala de ópera. Sobe no som estratosférico, ou sonda as profundezas de tom sub-contralto com a mesma facilidade. Tais vozes acontecer apenas uma vez em uma geração[4]".
- Albert Goldberg, um dos principais críticos de música da costa oeste de os EUA, disse no Los Angeles Times: " Entrelaçamento ouvir que contraponto fantástico sobre os ritmos complexos de seu acompanhamento está finalmente experimentar algo novo na música.[4]"
- Virgil Thomson, crítico americano de música para o " Herald Tribune " New York, disse em 1954: " Sua voz é, sem dúvida, bonita e sua técnica vocal é impecável. Canta em notas muito graves e quentes, e muito altas, como o canto dos pássaros, e meios-tons não são menos encantador do que as extremidades de seu registro. Nenhuma das notas emitidas era desagradável ou melodia. Sem dúvida, seus atributos naturais; são tão grandes e tão forte técnica único arrependimento é que não tenha dedicado ao grande repertório de música, o seu lugar é nas grandes casas de ópera ".[4]
- O poeta peruano Jorge Eduardo Eielson, em seu Diálogo sobre Nijinsky, escreve: " Stravinsky me balançou de meu filme letargia: - Peruano? - disse-me - como Yma Sumac! Ele continuou elogiando o garganta escura do nosso cantor".[4]

## Gravações
Pelo menos vinte faixas de canções folclóricas peruanas:
- Voice of the Xtabay (1950), Capitol Records[5]
- Legend of the Sun Virgin (1952), Capitol DDN-299
- Inca Taqui (1953), Capitol L-243
- Mambo! (1954), Capitol T-564
- Legend of the Jivaro (1957), Capitol T-770
- Fuego Del Ande (1959), Capitol T-1169
- Miracles (1971), London XPS 608